# Helga Arendt
Helga Arendt (* 24. April 1964 in Köln; † 11. März 2013 in Pulheim) war eine deutsche Leichtathletin, die – für die Bundesrepublik startend – Ende der 1980er und Anfang der 1990er Jahre als 400-Meter-Läuferin erfolgreich war.
Helga Arendt war 1,78 m groß und wog zu Wettkampfzeiten 64 kg. Sie gehörte zunächst dem Pulheimer SC, ASV Köln, SC Eintracht Hamm und später der LG Olympia Dortmund an.

## Leistungen
Bei den Hallenweltmeisterschaften 1989 wurde sie Siegerin im 400-Meter-Lauf.
Am 20. Februar 1988 war sie in Dortmund an einem Hallenweltrekord im 4-mal-200-Meter-Staffellauf beteiligt, bei dem eine Staffel des SC Eintracht Hamm (Helga Arendt, Silke-Beate Knoll, Mechthild Kluth, Gisela Kinzel) eine Zeit von 1:32,55 min erreichte. Helga Arendt gewann insgesamt zwölf deutsche Meisterschaftstitel.
Einsätze bei internationalen Höhepunkten im Einzelnen:
- 1987
Halleneuropameisterschaften in Liévin: Platz 4 im 400-Meter-Lauf (52,64 s)
Weltmeisterschaften in Rom: Platz 5 in der 4-mal-400-Meter-Staffel, im 400-Meter-Zwischenlauf ausgeschieden
- 1988
Halleneuropameisterschaften in Budapest: Platz 2 im 400-Meter-Lauf (51,06 s)
Olympische Spiele in Seoul: Platz 7 im 400-Meter-Lauf (51,17 s), Platz 4 mit der 4-mal-400-Meter-Staffel (3:22,49 min)
- 1989, Hallenweltmeisterschaften in Budapest: Platz 1 im 400-Meter-Lauf (51,52 s)
- 1990, Europameisterschaften in Split: Platz 4 mit der 4-mal-400-Meter-Staffel (3:25,12 min); im 400-Meter-Vorlauf ausgeschieden.
- 1992 Olympische Spiele in Barcelona Teilnehmerin 4-mal-400-Meter-Staffellauf (ohne Einsatz)

### Persönliche Bestzeiten
- 100 m: 11,82 s, 9. September 1988, Hamm
- 200 m: 23,13 s, 24. Juli 1988, Frankfurt am Main
- 400 m: 50,36 s, 25. September 1988, Seoul

## Doping
Während ihrer Karriere war Arendt beim EC Eintracht Hamm im sogenannten „Hammer Modell“ unter dem damaligen Bundestrainer Heinz-Jochen Spilker in ein System organisierten Dopings eingebunden. Beginnend im Alter von 22 Jahren wurde ihr Stanozolol verabreicht. Nach dem Tod von Arendt rief der Doping-Opfer-Hilfe-Verein den deutschen organisierten Sport auf, die ehemaligen Chemie-Netzwerke in Ost und West aufzuarbeiten.

## Nach der Sportlerkarriere
Nach ihrer sportlichen Laufbahn arbeitete Arendt, die in Münster Rechtswissenschaften studiert hatte, als Rechtsanwältin. Als solche wurde sie 1997 zugelassen und führte seit 2005 den Fachanwaltstitel für Verkehrsrecht.